# Nazar (amulet)

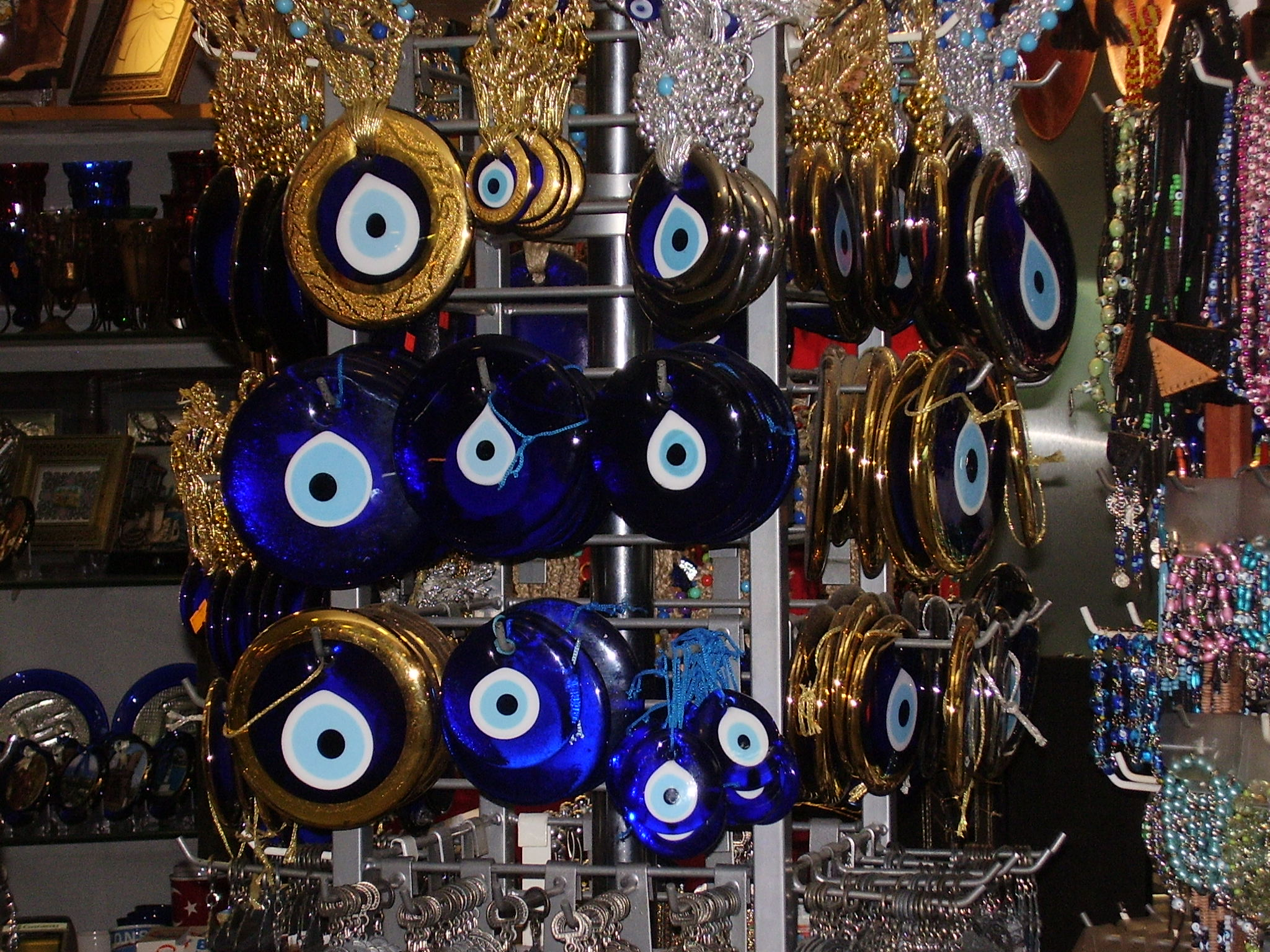
Nazars blaus en venda.

Un Nazar, pedra del mal d'ull, «ull turc» (en turc: nazar boncuğu)és un amulet de fiinalitat apotropaica, que està destinat a protegir contra el mal d'ull.A Turquia, és omnipresent a les oficines i llars, en joieria, també per als bebès, als vehicles, portes, cavalls i fins i tot telèfons cel·lulars.
S'observa habitualment en forma d'una gota aplanada o com un adorn penjant, fet a mà de vidre de colors, i es fa servir com un collaret o un braçalet o un adjunt als turmells. Per regla general consta de cercles concèntrics o amb formes de gotes, -des de dins enfora: blau fosc –o negre–, blanc, blau clar i blau fosc –de tant en tant un cercle de vora groga-, i es refereix de vegades com «l'ull blau».

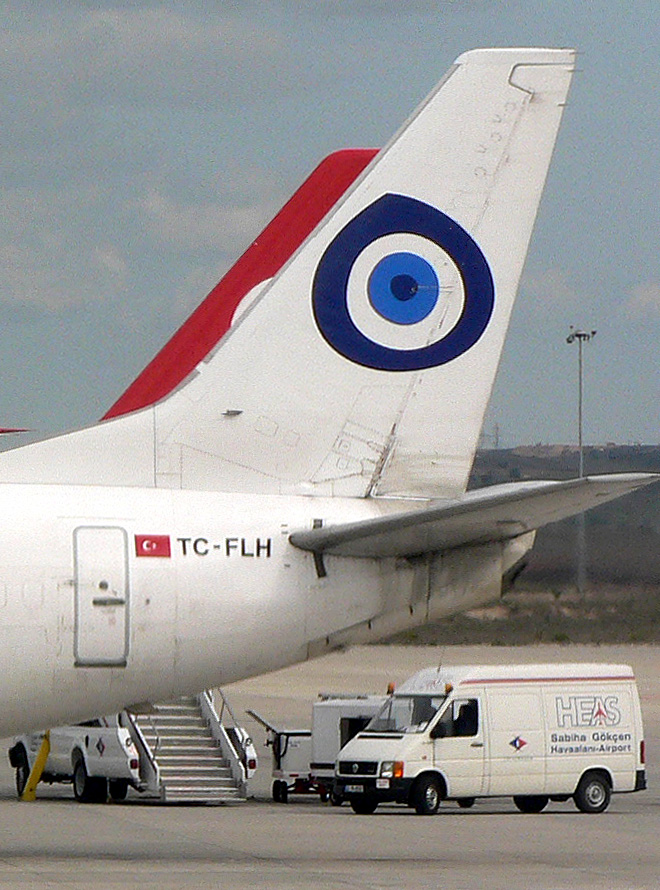
Símbol a un avió turc.
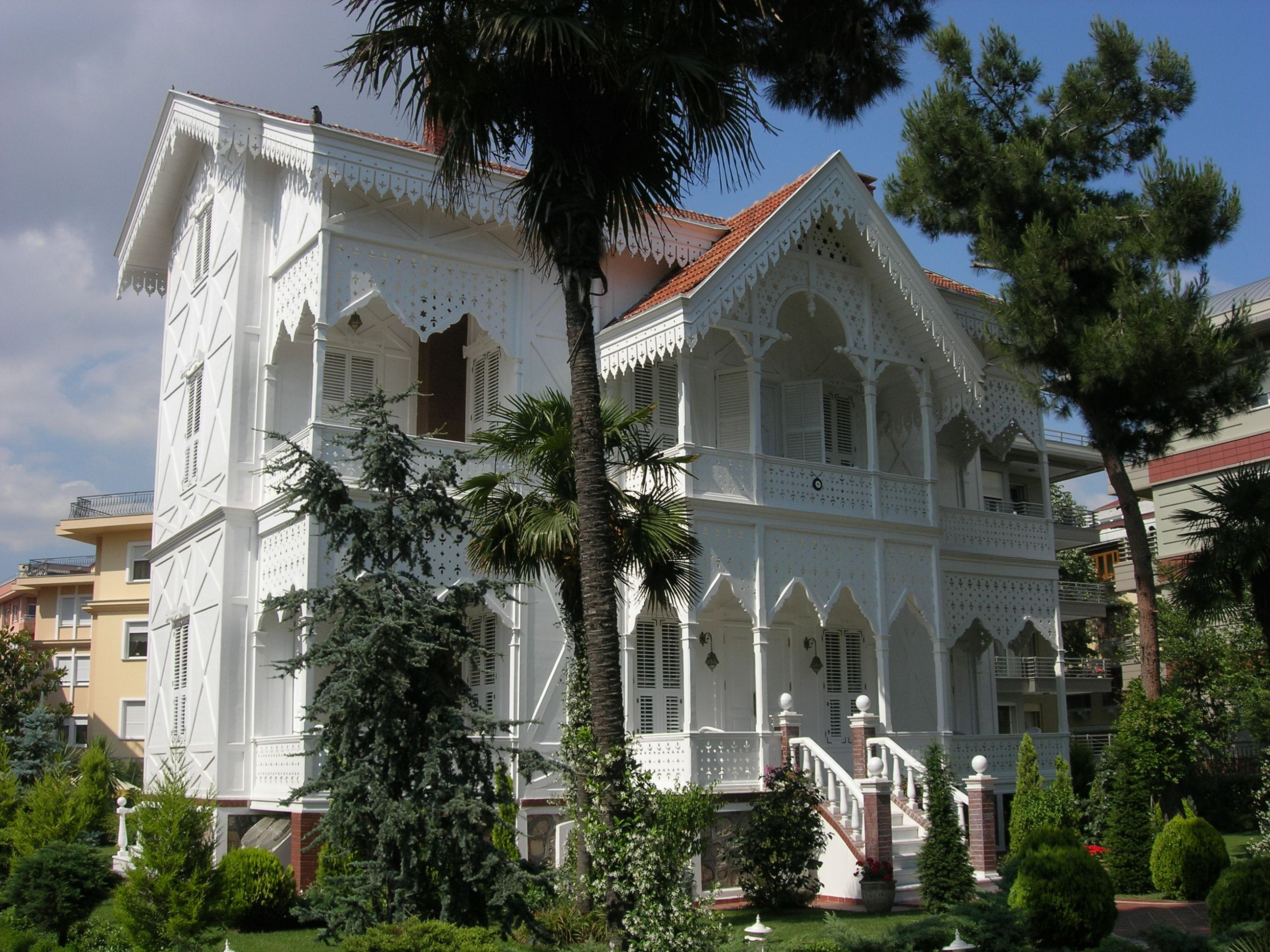
Nazar penjat al balcó d'una casa a Istanbul.
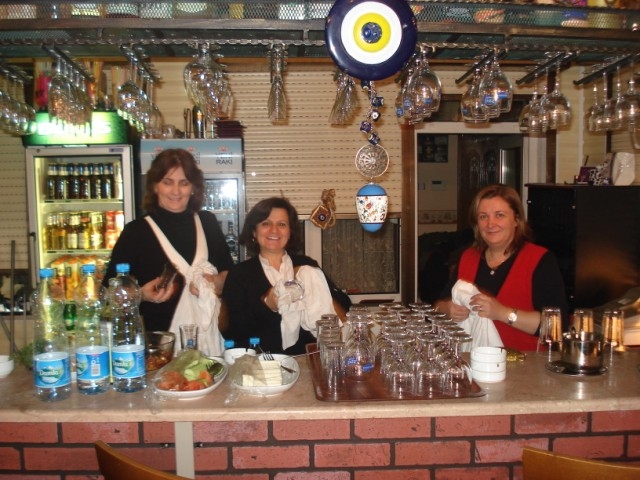
Nazar a un restaurant de Turquia.
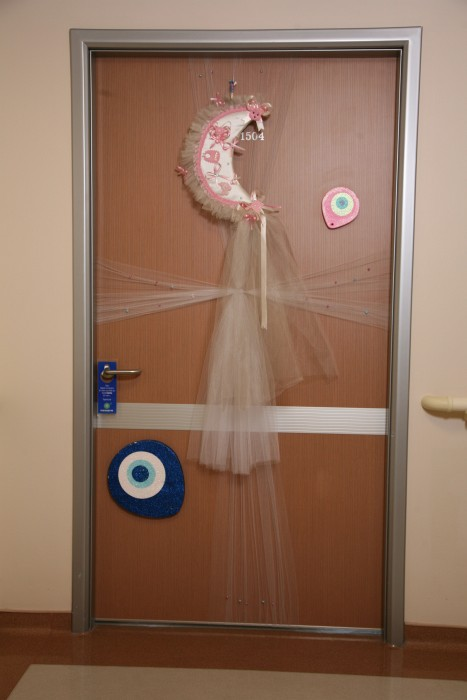
Nazar a la porta dels nounats d'un hospital a Turquia.

## Altres usos
- La mateixa imatge va ser utilitzada com un símbol en la cua dels avions pertanyents a la companyia aèria privada turca Fly Air.
- S'utilitza al logotipus per a CryEngine 3, un motor de joc dissenyat per Crytek, una companyia de videojocs fundada per tres germans turcs.
- El Nazar va ser utilitzat al logotipus de la 2013 de la Copa del Món de futbol sub-20 de 2013.